# Il bidone
Pour les articles homonymes, voir Bidone (homonymie).
Pour plus de détails, voir Fiche technique et Distribution.
Il bidone (« l'arnaque » en langage populaire) est un film franco-italien de Federico Fellini sorti en 1955.

## Synopsis
Dans la campagne près de Rome, un trio d'escrocs possède une combine favorite : se déguiser en hommes d'Église pour abuser leurs victimes. Les recettes de leur filouterie sont consumées dans des dépenses luxueuses et frivoles. 
Le plus âgé est rattrapé par son passé familial tandis qu'il commence à se lasser de son mode de vie. L'heure de la dernière escroquerie approche.

## Fiche technique
- Titre original : Il bidone
- Titre français : Il bidone

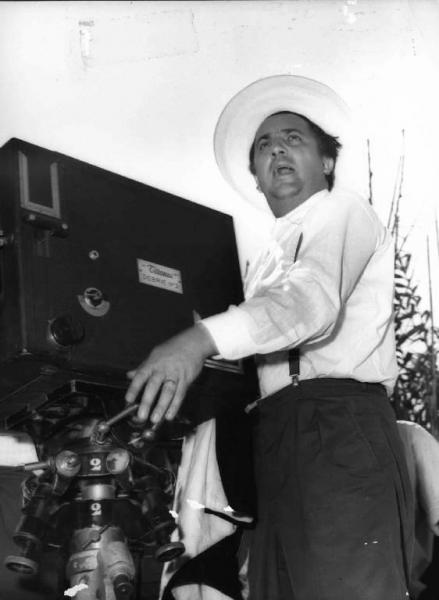
Federico Fellini sur le tournage du film.

- Réalisateur : Federico Fellini, assisté de Dominique Delouche
- Scénario : Federico Fellini, Tullio Pinelli et Ennio Flaiano
- Décors : Dario Cecchi, Massimiliano Capriccioli
- Costumes : Dario Cecchi
- Photographie : Otello Martelli
- Son : Giovanni Rossi
- Montage : Mario Serandrei, Giuseppe Vari
- Musique : Nino Rota
- Affiche : Yves Thos
- Production : Mario Derecchi
- Sociétés de production :  Titanus,  Société générale de cinématographie
- Société de distribution : Pathé Distribution
- Pays d’origine :  Italie,  France
- Langue originale : italien
- Format : noir et blanc — 35 mm — 1,37:1 — son Mono
- Genre : comédie dramatique
- Durée : 108 minutes
- Dates de sortie :
  - Italie : 9 septembre 1955 (Mostra de Venise)
  - France : 29 février 1956

## Distribution
- Broderick Crawford (VF : Pierre Morin) : Augusto Rocca, membre du trio
- Richard Basehart  (VF :  Michel André) : Raoul dit « Picasso », un peintre raté marié et père d'une fillette, membre du trio
- Franco Fabrizi  (VF : Raymond Loyer) : Roberto, un gigolo, membre du trio
- Giulietta Masina (VF : Ginette Franck) : Iris, l'épouse de Picasso
- Xenia Valderi  (VF : Jacqueline Ferriere) : Luciana, la compagne de Rinaldo (vf : Lucienne)
- Alberto De Amicis  (VF : Jean-Claude Michel) : Rinaldo (vf: Charlie)
- Lorella De Luca: Patrizia, la fille d'Augusto (vf : Martine)
- Sue Ellen Blake  (VF : Gilberte Aubry) : Susanna, une jeune paysanne de 17 ans paralysée par la poliomyélite
- Giacomo Gabrielli : « le Baron » Vargas
- Mara Werlen : Maggie, la ballerine
- Mario Passante : un escroc
- Irene Cefaro  (VF : Joelle Janin) : Marisa
- Riccardo Garrone : Riccardo, un escroc
- Maria Zanoli : Stella Fiorina, la première paysanne escroquée
- Sara Simoni : la seconde paysanne escroquée
- Cristina Pall : la femme au porte-cigarette en or
- Tiziano Cortini (VF : René Arrieu) : le blond au cinéma
- Paul Grenter  (VF : Jacques Beauchey) : un escroc
- Ada Colangeli : Signora Bove, une habitante des HLM victime d'une escroquerie
- Ettore Bevilacqua : un habitant des HLM victime d'une escroquerie
- Alberto Plebani : l'homme de l'escroquerie à l'horloge
- Gino Buzzanca : un invité
- et avec les voix de : Serge Nadaud (un escroc), Serge Lhorca (un habitant des HLM), Jean Michaud (un invité), Jean Clarieux (un habitant des HLM)

## Réception presse
« Il s’agit bien d’abord d’un film de scénariste, et le récit y est conduit avec une habileté consommée (...). L’art de Fellini dans ce film est bien un art de romancier (...). Scénario et acteurs se confondent. Et à partir du moment où un cinéaste réussit ces miracles, il est évidemment bien vain de chipoter sur les détails. Indiscutablement, Il Bidone est le chef d’œuvre de Federico Fellini. »

— Jacques Rivette, Arts, 29 février 1956

« Federico Fellini reprend et développe dans Il Bidone ce qu’avaient déjà exprimé ses œuvres précédentes, I Vitelloni et La strada (…). Mais Fellini nous entraîne plus loin encore dans l’abjection. Il nous fait toucher le fond de l’ignominie. »

— Claude Mauriac, Le Figaro littéraire, 10 mars 1956

« Loin d’infirmer mon admiration pour La Strada, Il Bidone me paraissait néanmoins confirmer le génie qui s’y manifestait. Même relativement manqué, le dernier film de Fellini supposait encore une puissance d’invention, une vision poétique et morale d’une qualité nullement inférieure à celle de La Strada ou, d’ailleurs, des Vitelloni (...). S’il me fallait comparer cet univers à un univers  romanesque connu, ce serait sans doute en dépit de tout ce qui les oppose dans le détail, à celui de Dostoïevski que je voudrais songer. Comme chez le romancier russe, les événements ne sont jamais en effet chez Fellini que les instruments, combien accidentels, du tâtonnement des âmes et rien d’essentiel ne s’y joue jamais qui n’intéresse fondamentalement leur salut. »

— André Bazin, France Observateur, 8 mars 1956

## Autour du film
- Une photo du film est visible à la 66e minute du film français Incontrôlable réalisé par Raffy Shart en 2006.